# Хабаровский краевой театр кукол
Хабаровский краевой театр кукол  — расположен в Хабаровске на улице Ленина, строение 35. Зал рассчитан на 70 зрителей. Многие работники театра были удостоены специальных премий администрации и губернатора Хабаровского края.

## История
Театр кукол начал свою деятельность 26 декабря 1997 года, показав спектакль «Озорной утёнок» Н. Гернет (постановка — Е. Новичкова).
Под размещение театра было занято здание кинотеатра «Молодёжный».

## Галерея

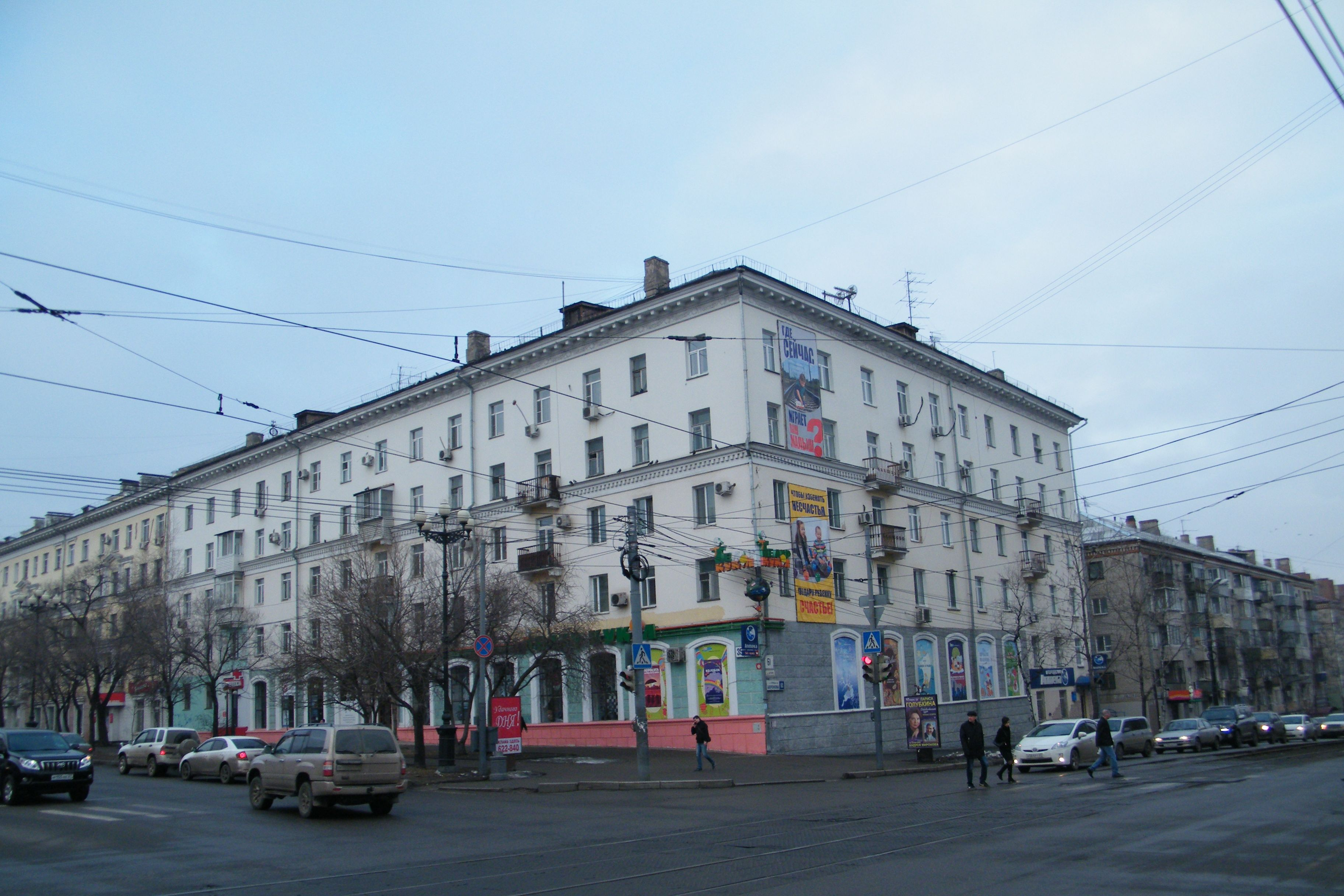
Хабаровский краевой театр кукол, перекрёсток ул. Ленина и Шеронова.
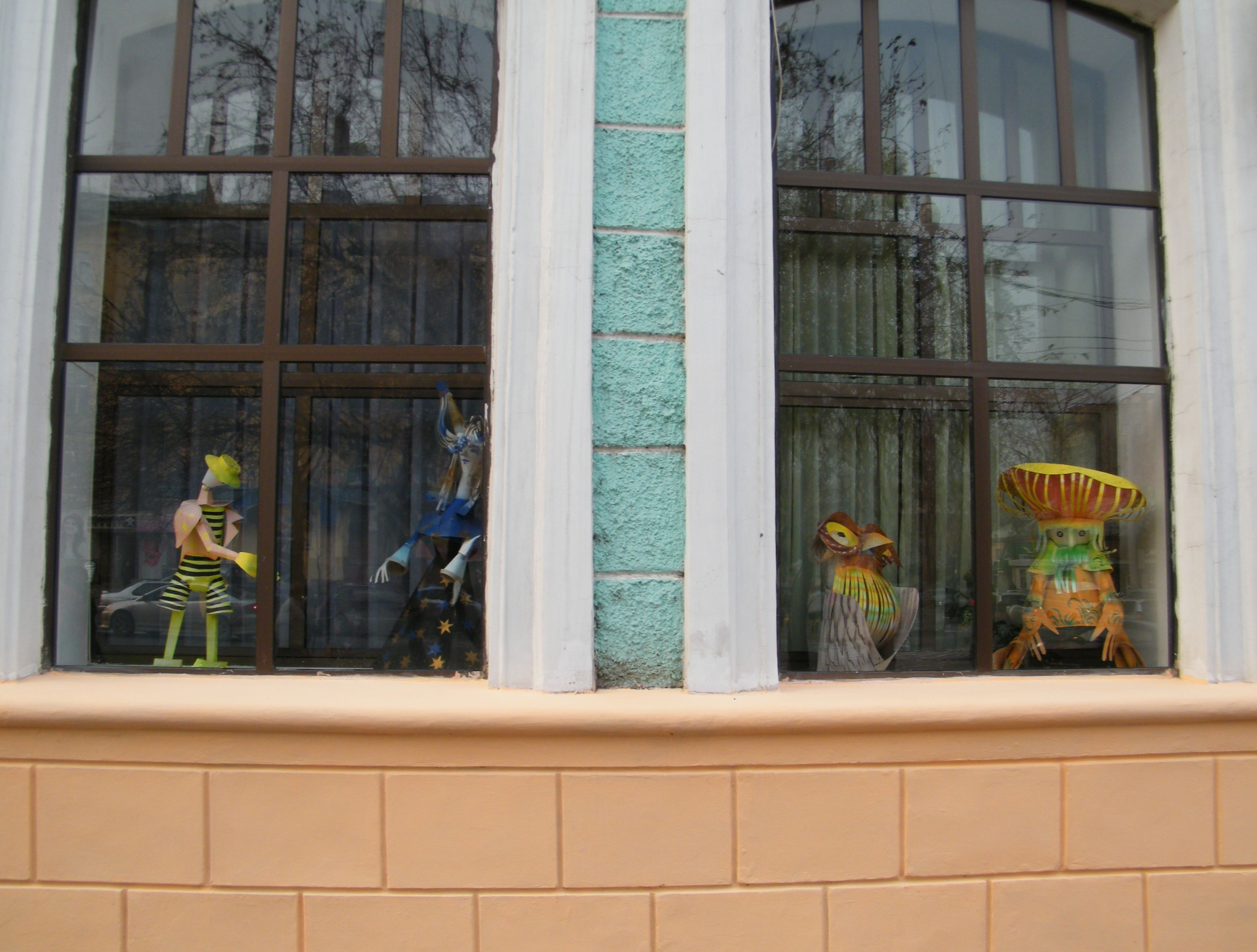
Куклы в витрине театра.